# Campionati mondiali di sollevamento pesi 2019 - 45 kg femminile
Le gare di sollevamento pesi della categoria fino a 45 kg femminile — pesi mosca — dei campionati mondiali del 2019 si sono svolte il 18 settembre 2019 a Pattaya presso l'Eastern National Sports Training Center.

## Programma
L'orario indicato corrisponde a quello thailandese (UTC+07:00)
| Data              | Orario | Evento   |
| ----------------- | ------ | -------- |
| 18 settembre 2019 | 14:30  | Gruppo B |
| 18 settembre 2019 | 20:25  | Gruppo A |

## Medagliate
Per ciascun esercizio, le prime tre classificate sono le seguenti:
| Esercizio | Oro            | Oro    | Argento        | Argento | Bronzo          | Bronzo |
| --------- | -------------- | ------ | -------------- | ------- | --------------- | ------ |
| Strappo   | Şaziye Erdoğan | 77 kg  | Ludia Montero  | 76 kg   | Khổng Mỹ Phượng | 74 kg  |
| Slancio   | Lisa Setiawati | 95 kg  | Şaziye Erdoğan | 92 kg   | Vương Thị Huyền | 91 kg  |
| Totale    | Şaziye Erdoğan | 169 kg | Ludia Montero  | 167 kg  | Lisa Setiawati  | 165 kg |

## Record
Prima di questa competizione, i record mondiali esistenti erano i seguenti:
| Record mondiale | Strappo | Mondiale standard | 85 kg  | — | 1º novembre 2018 |
| Record mondiale | Slancio | Mondiale standard | 108 kg | — | 1º novembre 2018 |
| Record mondiale | Totale  | Mondiale standard | 191 kg | — | 1º novembre 2018 |

## Risultati
| Pos. | Atleta                     | Gr. | Peso atleta | Strappo (kg) | Strappo (kg) | Strappo (kg) | Strappo (kg) | Slancio (kg) | Slancio (kg) | Slancio (kg) | Slancio (kg) | Totale |
| Pos. | Atleta                     | Gr. | Peso atleta | 1            | 2            | 3            | Pos.         | 1            | 2            | 3            | Pos.         | Totale |
| ---- | -------------------------- | --- | ----------- | ------------ | ------------ | ------------ | ------------ | ------------ | ------------ | ------------ | ------------ | ------ |
|      | Şaziye Erdoğan (TUR)       | A   | 45.00       | 73           | 75           | 77           |              | 90           | 92           | 96           |              | 169    |
|      | Ludia Montero (CUB)        | A   | 44.95       | 74           | 74           | 76           |              | 88           | 91           | 94           | 4            | 167    |
|      | Lisa Setiawati (INA)       | A   | 44.35       | 70           | 74           | 75           | 7            | 93           | 95           | 97           |              | 165    |
| 4    | Vương Thị Huyền (VIE)      | A   | 44.85       | 70           | 73           | 73           | 4            | 91           | 93           | 93           |              | 164    |
| 5    | Khổng Mỹ Phượng (VIE)      | A   | 44.55       | 74           | 76           | 78           |              | 83           | 87           | 87           | 7            | 161    |
| 6    | Rosielis Quintana (VEN)    | A   | 44.75       | 70           | 73           | 73           | 6            | 87           | 90           | 93           | 6            | 157    |
| 7    | Mary Flor Diaz (PHI)       | A   | 44.90       | 67           | 70           | 72           | 8            | 86           | 86           | 91           | 8            | 156    |
| 8    | Rosina Randafiarison (MAD) | B   | 43.80       | 65           | 70           | 72           | 5            | 85           | 90           | 90           | 10           | 155    |
| 9    | Nadežda Panova (RUS)       | A   | 44.90       | 64           | 64           | 67           | 10           | 82           | 86           | 86           | 9            | 153    |
| 10   | Ayşe Doğan (TUR)           | A   | 44.95       | 66           | 68           | 69           | 9            | 80           | 80           | 80           | 12           | 148    |
| 11   | Katherine Landeros (CHI)   | B   | 45.00       | 59           | 62           | 64           | 11           | 79           | 81           | 81           | 13           | 143    |
| 12   | Daniela Pandova (BUL)      | B   | 44.90       | 61           | 61           | 63           | 12           | 79           | 82           | 82           | 14           | 142    |
| 13   | Tihana Majer (CRO)         | B   | 44.75       | 55           | 60           | 63           | 13           | 70           | 74           | 76           | 15           | 136    |
| 14   | Julija Asajonak (BLR)      | B   | 44.60       | 46           | 50           | 54           | 16           | 65           | 70           | 71           | 16           | 125    |
| 15   | Srity Akhter (BAN)         | B   | 44.80       | 53           | 54           | 56           | 15           | 68           | 68           | 71           | 17           | 124    |
| —    | María Navarro (NCA)        | B   | 44.50       | 57           | 57           | 63           | 14           | 74           | 74           | 74           | —            | —      |
| —    | Jhilli Dalabehera (IND)    | A   | 44.95       | 68           | 68           | 68           | —            | 88           | 92           | 93           | 5            | —      |
| —    | Lee Seul-ki (KOR)          | A   | 44.85       | 70           | 70           | 70           | —            | 84           | 88           | 88           | 11           | —      |